# Ilha de Bylot
A ilha Bylot ou ilha de Bylot situa-se ao largo da extremidade norte da ilha de Baffin no Território Nunavut, Canadá. Com uma superfície de 11 067 km² é considerada a 71.ª maior ilha do mundo e a 17.ª maior do Canadá. Não existem assentamentos permanentes na ilha, apesar de alguns inuítes aqui se deslocarem regularmente.
Quase toda a ilha encontra-se incluída no Parque Nacional Sirmilik, albergando grandes populações de Uria lomvia (airo-de-Brünnich), gaivota-tridáctila e ganso-das-neves.
A ilha tem o nome do explorador do Ártico Robert Bylot o primeiro europeu a ver a ilha, em 1616.
A parte oriental da ilha é um santuário de aves.